# Thames River (Ontario)
Thames River är ett vattendrag i Kanada.   Det ligger i provinsen Ontario, i den sydöstra delen av landet, 700 km sydväst om huvudstaden Ottawa.
Trakten runt Thames River består till största delen av jordbruksmark. Runt Thames River är det glesbefolkat, med 10 invånare per kvadratkilometer.